# Чандо, Александра
Александра Чандо (англ. Alexandra Chando; род. 28 июля 1986, Бетлехем) — американская актриса и модель. Наиболее известна по роли Мэдди Колмен в мыльной опере «Как вращается мир», в которой она снялась в 2005 году, а также ролью близняшек Эммы Беккер и Саттон Мерсер в детективном телесериале «Игра в ложь», основанном по мотивам книги, написанных известной писательницей Сарой Шепард (также написавшей знаменитую серию книг «Милые обманщицы»).

## Карьера
Когда Александра посещала Манхэттенский колледж, который находится в Нью-Йорке, её пригласили в сериал «Как вращается мир». Через несколько месяцев, после этого, она появилась в одном из эпизодов передачи True Life: I’m Getting My Big Break на канале MTV.
28 октября 2008 года Александра разорвала контракт с сериалом «Как вращается мир». В 2008 году, она приступила к работе в сериале «Роквилль, Калифорния» в роли Дебби, автором которого был Джош Шварц. Во время съёмок она переехала в Калифорнию. Но затем она снова вернулась в Нью-Йорк. 23 сентября 2009 года она вернулась к своей роли в сериале «Как вращается мир».
В октябре 2010 года Чандо была утверждена на роль в новом телесериале «Игра в ложь» на канале ABC Family, где она играла близнецов Эмму Беккер и Саттон Мерсер. Также Александра игралаа роль Даниэль в сериале Talent: The Casting Call, производства Alloy Entertainment, основанный на романах Зои Дин.

## Избранная фильмография
| Год       |    | Русское название     | Оригинальное название    | Роль                       |
| --------- | -- | -------------------- | ------------------------ | -------------------------- |
| 2002      | тф | Домашний переполох   | House Blend              | Дженна Харпер              |
| 2005—2010 | с  | Как вращается мир    | As the World Turns       | Мэдди Коулман              |
| 2009      | с  | Шерри                | Sherri                   | пассажирка такси           |
| 2009      | с  | Роквилль, Калифорния | Rockville CA             | Деб                        |
| 2010      | с  | Медиум               | Medium                   | Мелисса Трейнет            |
| 2010      | с  | Блеск славы          | Glory Daze               | Аннабелль                  |
| 2011      | ф  | Кровотечение         | The Bleeding             | Глория                     |
| 2011      | с  | —                    | Talent: The Casting Call | Даниэль                    |
| 2011—2013 | с  | Игра в ложь          | The Lying Game           | Эмма Бекер / Саттон Мерсер |
| 2014      | с  | Касл                 | Сastle                   | Мэнди Саттон               |
| 2015      | с  | Взгляд в прошлое     | Hindsight                | Ноэлль                     |
| 2015      | тф | —                    | Dead People              | Перл                       |
| 2015      | ф  | Строительство        | Construction             | Коллин                     |
| 2016      | с  | Изгой                | Outcast                  | Лиза Пейтон                |
| 2017      | с  | Гавайи 5.0           | Hawaii Five-0            | Моник Симс                 |
| 2017      | с  | Коллективный разум   | Wisdom of the Crowd      | Лиззи Мур                  |
| 2017      | с  | Дневники вампира     | The Vampire Diaries      | Тара                       |
| 2018      | с  | Соседство            | The Neighborhood         | Хлоя                       |
| 2018      | с  | Подлый Пит           | Sneaky Pete              | Натали Шеффилд             |